# Fórmula V

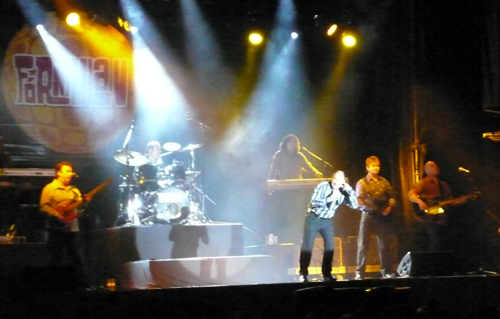
Fórmula V tijdens een optreden in Madrid in 2008

Fórmula V ("Fórmula Quinto") is een Spaanse popgroep, opgericht in 1967. De groep bestond vanaf het begin uit 5 artiesten: Paco Pastor (zang), Antonio Sevilla (drum), Mariano Sanz (basgitaar), Amador Flores (Chapete, toetsen) en Joaquín de la Peña (Kino, gitaar). De muziek van de groep heeft duidelijke invloeden van tijdgenoten zoals de popgroepen The Beatles en The Monkees.
In 1968 wordt het vijftal door het platenlabel van Philips gecontracteerd en begint aan een succesvolle carrière. Buiten Spanje zou de groep succesvol worden in Latijns-Amerika. In 1975 besluit de groep om zichzelf op te heffen, maar in 1986 komen ze weer bij elkaar in verband met een televisiegala georganiseerd door TVE. Sinds 1995 treedt de groep af en toe ook weer op, samen met de band Los Diablos.  

## Huidige leden
- Francisco de Asís Pastor (zang)
- Antonio Sevilla (Drum)
- Mariano Sanz (Basgitaar)
- Joaquin de la Peña (Gitaar)
- Amador Flores (Toetsen)

## Bekende nummers
- Tengo tu Amor (1968)
- Cuéntame (1969)
- Vacaciones de Verano (1972)
- Eva María (1973)
- La Fiesta de Blas (1974)

## Voetnoten
1. ↑  (es)  Geschiedenis van de groep op de officiële website

- Biblioteca Nacional de España: XX123976
- International Standard Name Identifier: 0000 0001 2349 1963
- Library of Congress Control Number: no98053001
- MusicBrainz: 865453f1-b770-43b5-93cf-2ac43e28b82f
- Virtual International Authority File: 173308274